# Aglaia puberulanthera
Espèce
Synonymes
- Aglaia rubra Ridl.[2]

Statut de conservation UICN

 VU D2 : Vulnérable
Aglaia puberulanthera est une espèce de plantes à fleurs du genre Aglaia de la famille des Meliaceae. C'est untrès petit arbre endémique de Nouvelle-Zélande. Cette espèce est probablement confinée à seulement quatre localités.